# کوکوراکیتا-کو، کیتاکیوشو

کوکوراکیتا-کو، کیتاکیوشو (انگلیسی: 小倉北区 Kokurakita-ku, Kitakyūshū) یکی از مناطق شهری ژاپن در کیتاکیوشو، فوکوئوکا در استان فوکوئوکا در ژاپن است.